# 善能寺 (鶴ヶ島市)

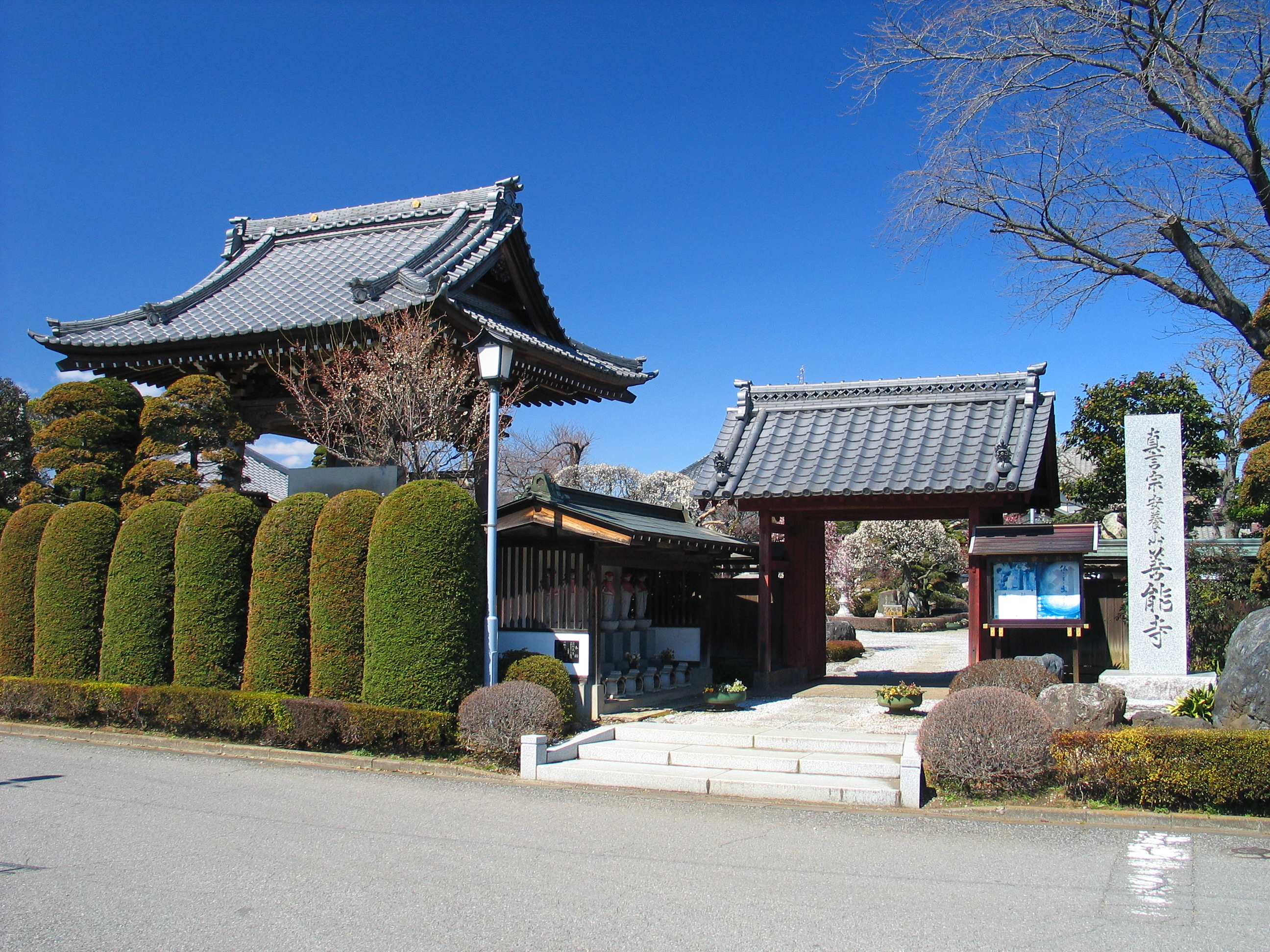
山門（2012年3月）

善能寺（ぜんのうじ）は、埼玉県鶴ヶ島市脚折町六丁目にある真言宗智山派の寺院である。山号は安養山。

## 歴史
開山時期は不明である。1596年（慶長元年）栄慶によって中興開山された。本堂はたびたび焼失し、現在のものは1843年（天保14年）に建てられたものである。
境内にある薬師堂は享保年間（1716年 – 1735年）の建造である。堂内に安置されている薬師瑠璃光如来は有名で12年に一度、寅年の年に御開帳される。また中武蔵七十二薬師の11番にあたる。
本堂は1872年（明治5年）に学制が制定されたとき鶴ヶ島学校の初代校舎にもなった。当時の生徒は22人（男19人、女3人）であった。

## 境内

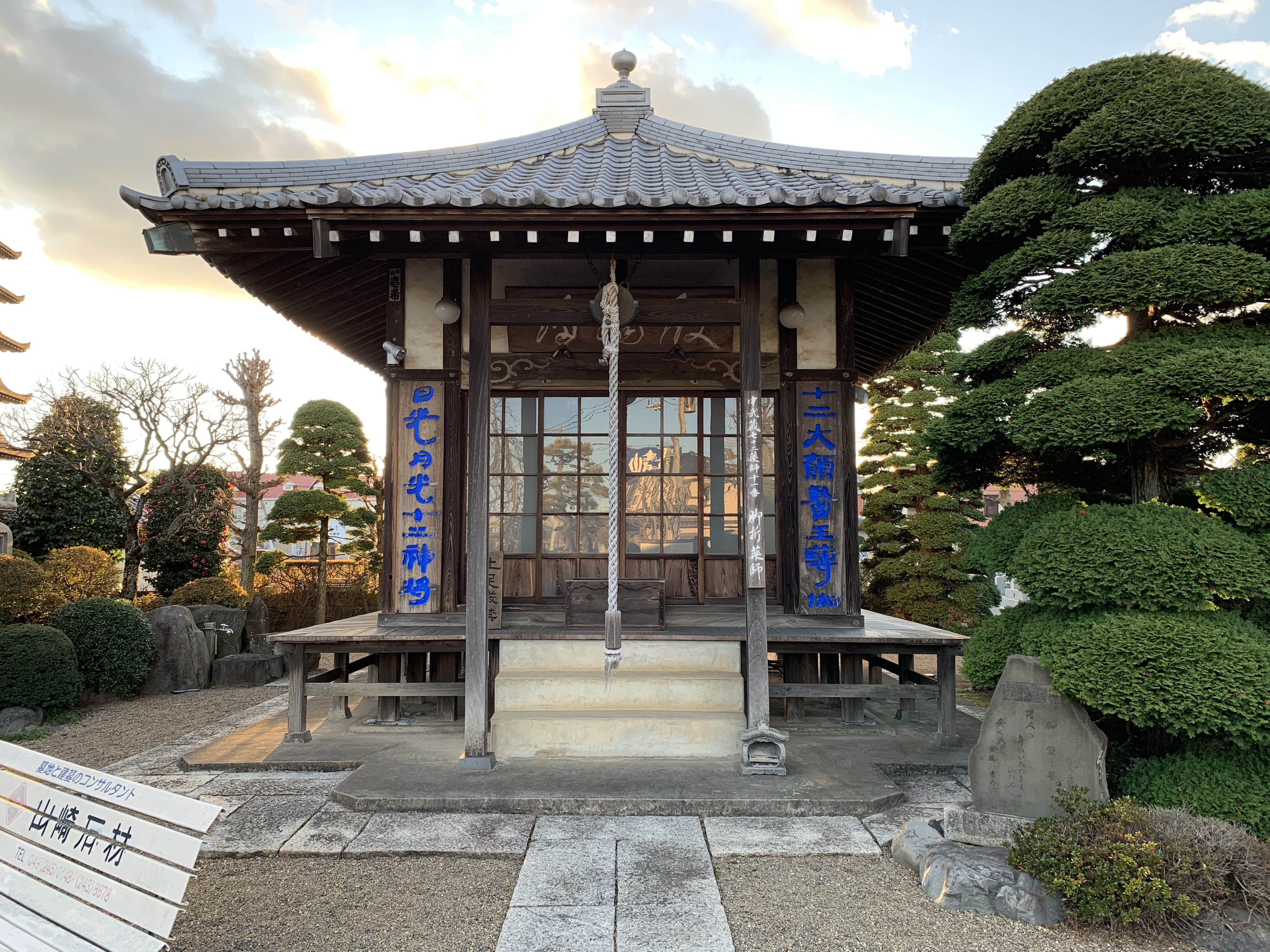
薬師堂（2020年1月撮影）
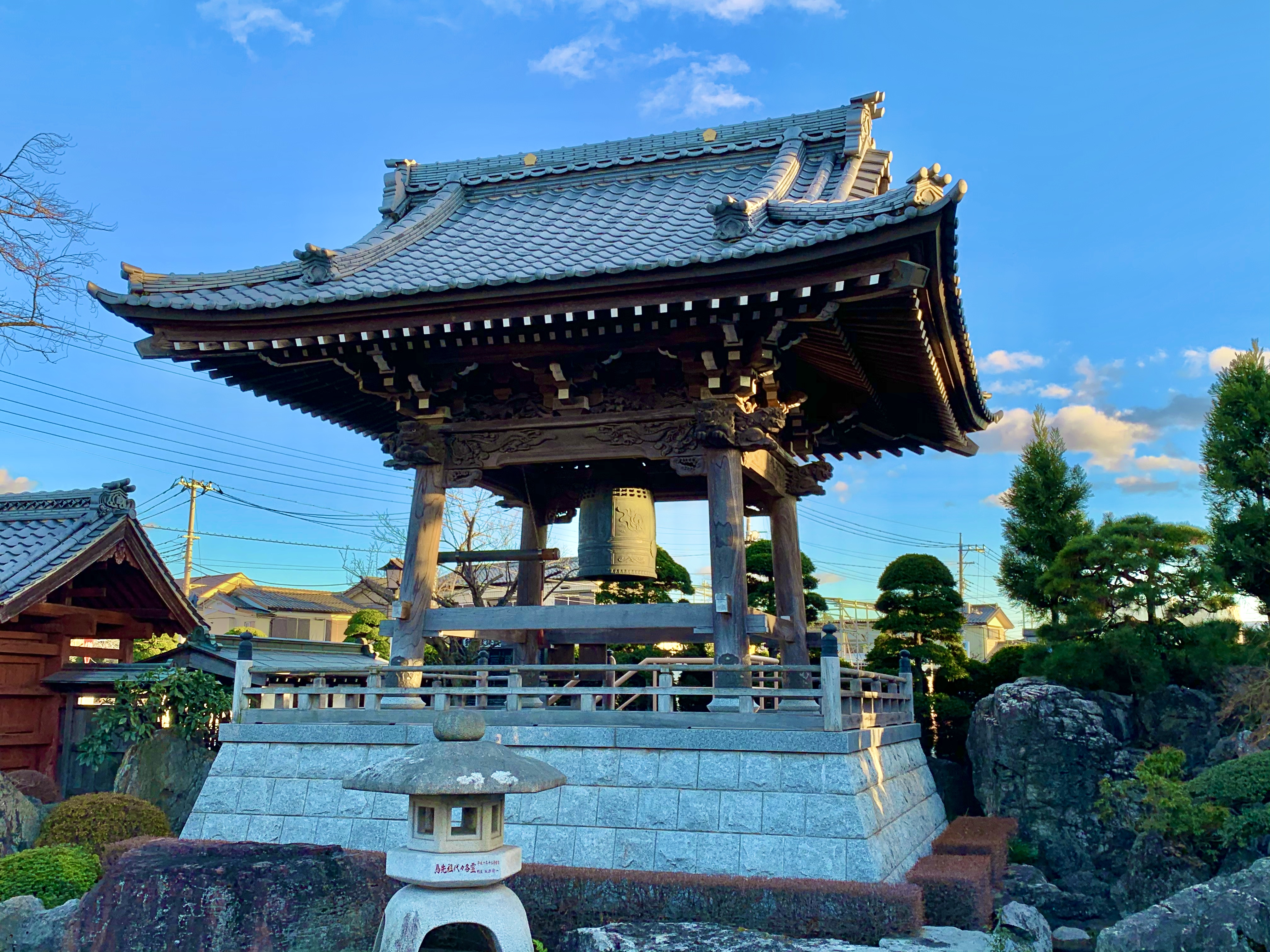
鐘楼堂（2020年1月撮影）
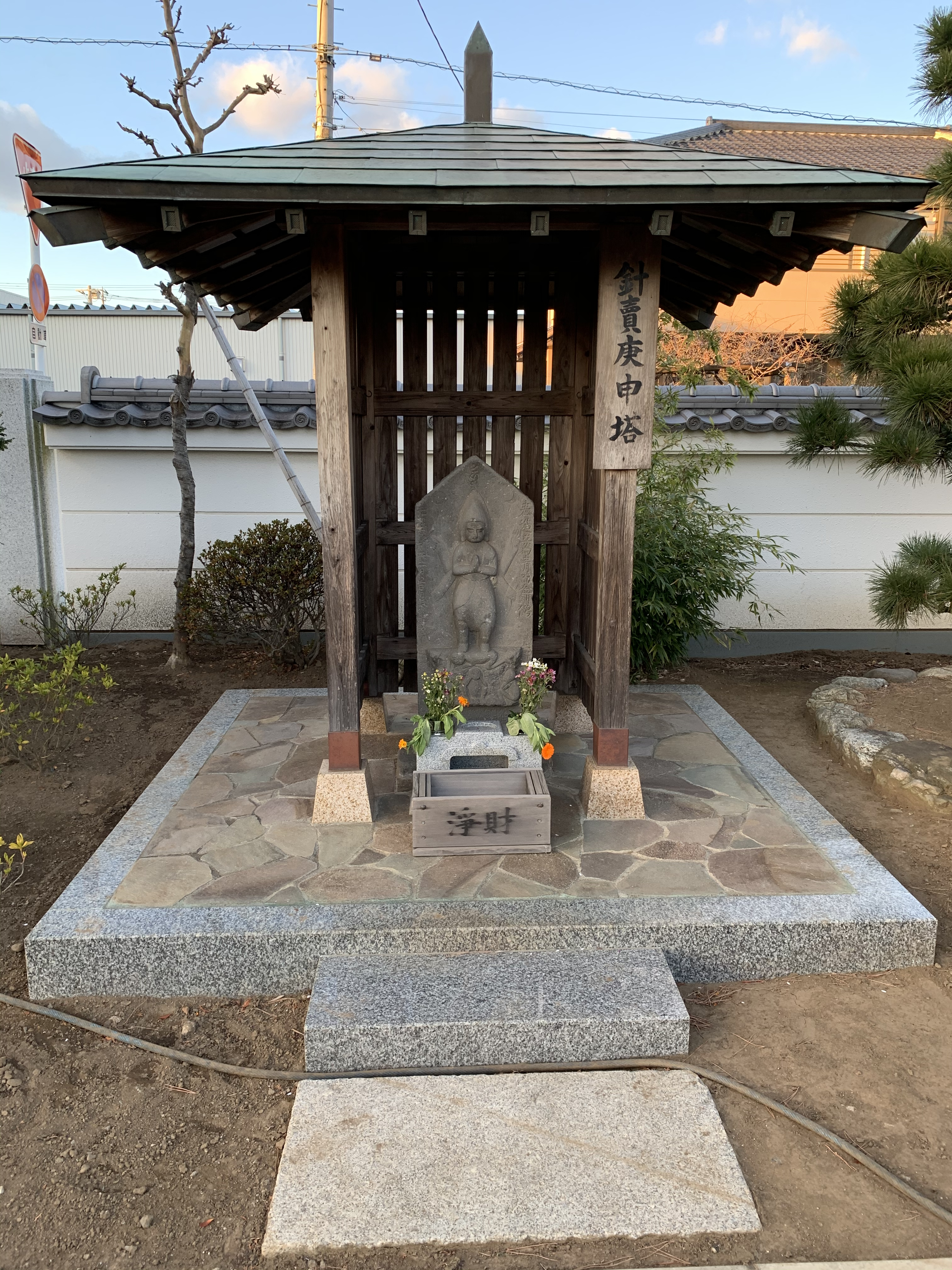
針賣庚申塔（2020年1月撮影）
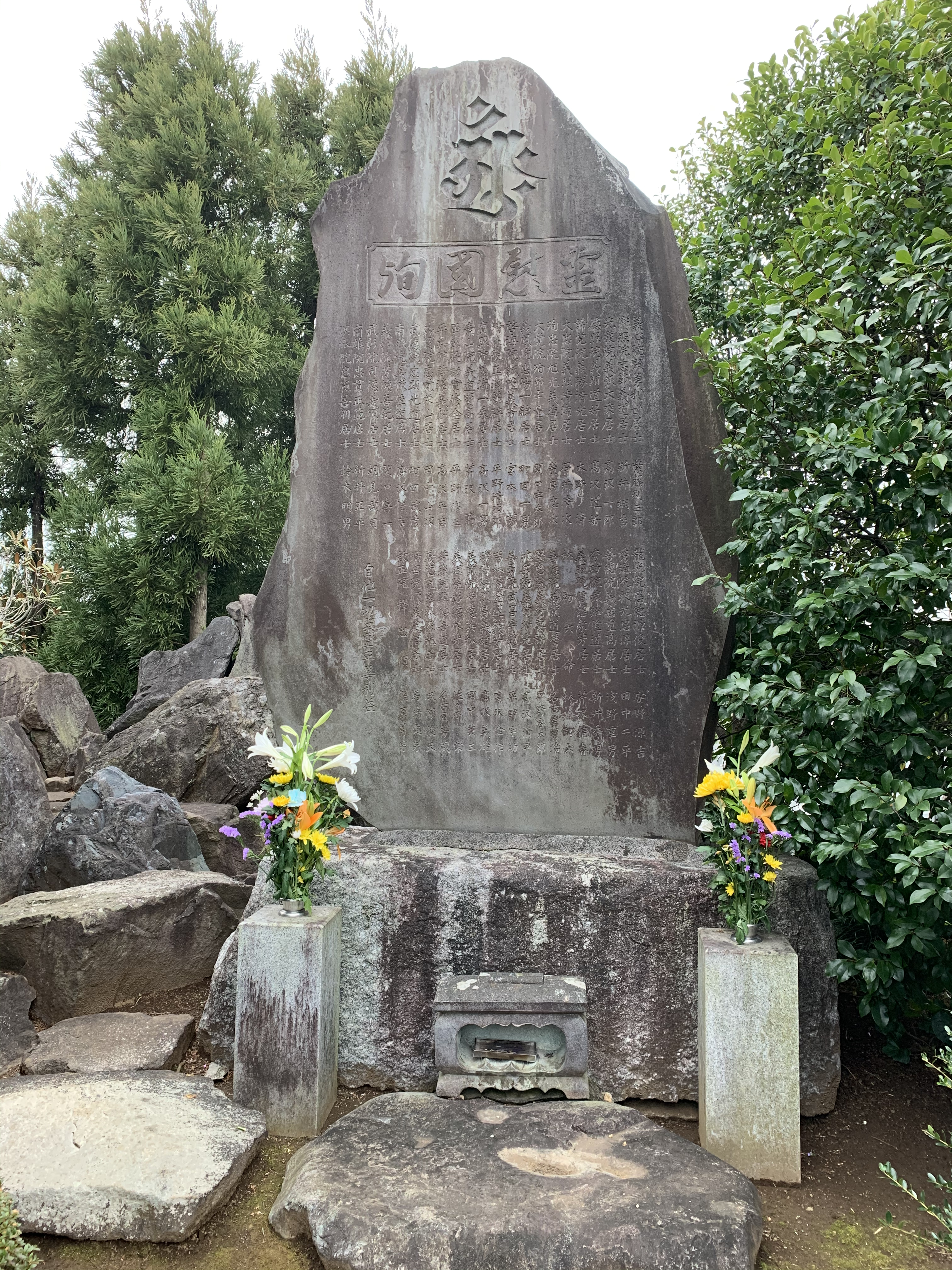
殉国慰霊碑（2020年1月撮影）
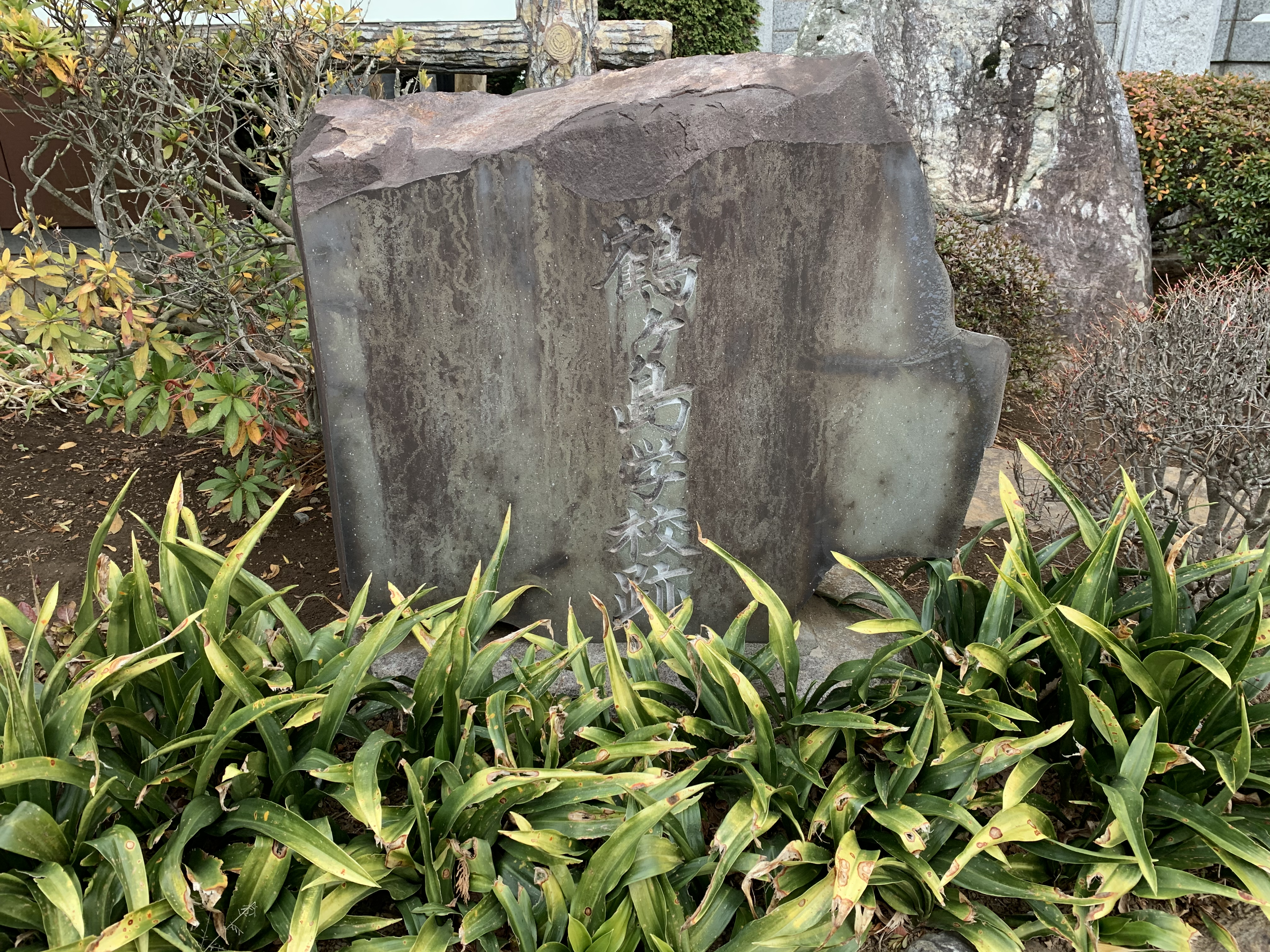
鶴ヶ島学校跡碑（2020年1月撮影）

## 交通アクセス
- 東武東上線坂戸駅から車で5分

## 周辺
- 鶴ヶ島市立鶴ヶ島第一小学校
- 鶴ヶ島市立鶴ヶ島中学校
- 白鬚神社
- 雷電池（雷電池公園）
- 啓信寺